# Auto-Tune
Auto-Tune är ett ljudplugin för Windows och Mac OS (samt en ljudprocessor i rackform, kallad ATR-1) utvecklat av Antares 1997. Pluginen är ett ljudtekniskt verktyg för att rätta till toner i sång eller hos musikinstrument som är orena, men den kan också användas för att ge en musikalisk effekt. Autotune är en av de mest sålda ljudpluginnerna någonsin. Den senaste versionen är version 8. 
Sångerskan Cher var en av de första att använda effekten i låten Believe från 1998, och fenomenet blev även känt som "Chereffekten". Ett annat exempel är Daft Punks låt One More Time från år 2000.
Konkurrerande verktyg med motsvarande funktion är bland annat Melodyne av Celemony och Waves Tune av Waves. Andra ljudverktyg som kan ge robotliknande röster är vocoder och talk box.